# Władysław Kohman-Floriański
Władysław Kohman-Floriański lub Władysław Florjański (ur. 8 września 1880 w Brzeżanach, zm. 21 lipca 1952 w Gdańsku) – polski inżynier budowy maszyn, wykładowca Politechniki Lwowskiej, a po 1945 wykładowca i profesor nadzwyczajny Politechniki Gdańskiej, wynalazca, artysta.

## Życiorys
W Floriański 1898 ukończył szkołę realną w Pradze, zdał maturę w 1899, po czym podjął studia na Wydziale Budowy Maszyn na Politechnice Czeskiej w Pradze. Dwukrotnie przerywał studia w celu odbycia praktyki w przemyśle, pogłębiając praktyczną i teoretyczną wiedzę w dziedzinie techniki lotniczej i samolotowej. W 1912 uzyskał dyplom inżyniera budowy maszyn i został mianowany na Politechnice Lwowskiej docentem płatnym budowy i ruchu samochodów.
Był konstruktorem pojazdów samochodowych, maszyn kolejowych, wespół z bratem Tadeuszem w latach 1913-1914 zbudował jeden z pierwszych polskich samolotów (przed ukończeniem montażu, po wybuchu I wojny światowej zdobyty przez Rosjan i przez nich oblatany oraz używany do lotów rozpoznawczych we Lwowie). W 1913 r. wraz z bratem otrzymał pierwszą nagrodę za model szybowca. W latach 1915–19 pracował jako asystent Katedry Budowy Maszyn Kolejowych Politechniki Lwowskiej. Prowadził badania z dziedziny aerodynamiki, mechaniki lotu i wytrzymałości konstrukcji samolotów na wykonanych własnoręcznie modelach. W 1917 prowadził rekonstrukcję instalacji maszynowych Teatru Miejskiego we Lwowie. Do 1918 r. wykonał 27 projektów młynów, 7 projektów tartaków i 2 projekty gorzelni. w 1919 skonstruował dwa wagony motorowe o mocy 40 KM, wykorzystywane do zaopatrywania w sprzęt, broń i amunicję w trakcie obrony oblężonego Lwowa i jednocześnie wspomagania węzła kolejowego we Lwowie. W latach 1921–27 prowadził zajęcia z maszynoznawstwa ogólnego i młynarstwa zbożowego na Wydziale Mechanicznym na Politechnice Lwowskiej, a w Państwowej Szkole Technicznej uczył rysunku technicznego oraz miał zajęcia z termodynamiki, części maszyn, a także prowadził zajęcia praktyczne w kotłowni, maszynowni i laboratorium termodynamicznym. W 1944 r. przeniósł się do Białego Dunajca, gdzie realizował swój projekt turbiny wodnej o mocy 140 KM. Prowadził też tajne nauczanie gimnazjalne w Poroninie.
Po II wojnie światowej zmuszony do wyjazdu ze Lwowa przeniósł się do Gdańska, gdzie w 1945 podjął pracę wykładowcy na Politechnice Gdańskiej. Najpierw kierował Katedrą Rysunku Technicznego na Wydziale Mechanicznym. W 1949 roku uzyskał nominację na profesora nadzw. maszynoznawstwa ogólnego i chemicznego na Wydziale Chemicznym Politechniki Gdańskiej. Był także uzdolniony artystycznie. Od 1910 r. był scenografem Teatru Miejskiego we Lwowie i projektantem kostiumów. Jest autorem 60 obrazów olejnych i akwarel oraz 15 drzeworytów. Swoje prace wystawiał w Krakowie (1938), Lwowie (1940), Moskwie, Kijowie, Charkowie (1941)

## Życie prywatne
Władysław Florjański był synem Władysława Floriana Kohmanna – artysty operowego, który występował pod pseudonimem Florjański (zm. 1911) i Józefy z d. Kienzler (zm. 1940). Jego żoną była Maria z d. Hierowska (zm. 1942).
Przez 40 lat swej działalności był bardzo aktywny jako inżynier budowy maszyn, wykazywał także duże zainteresowanie sztukami plastycznymi, grafiką i malarstwem. Był przejściowo scenografem Teatru Miejskiego we Lwowie. Jego pasją była scenografia, malarstwo i sztuka.
Został pochowany na gdańskim Cmentarzu Srebrzysko (rejon V, kwatera I, rząd 3, grób 85/86).

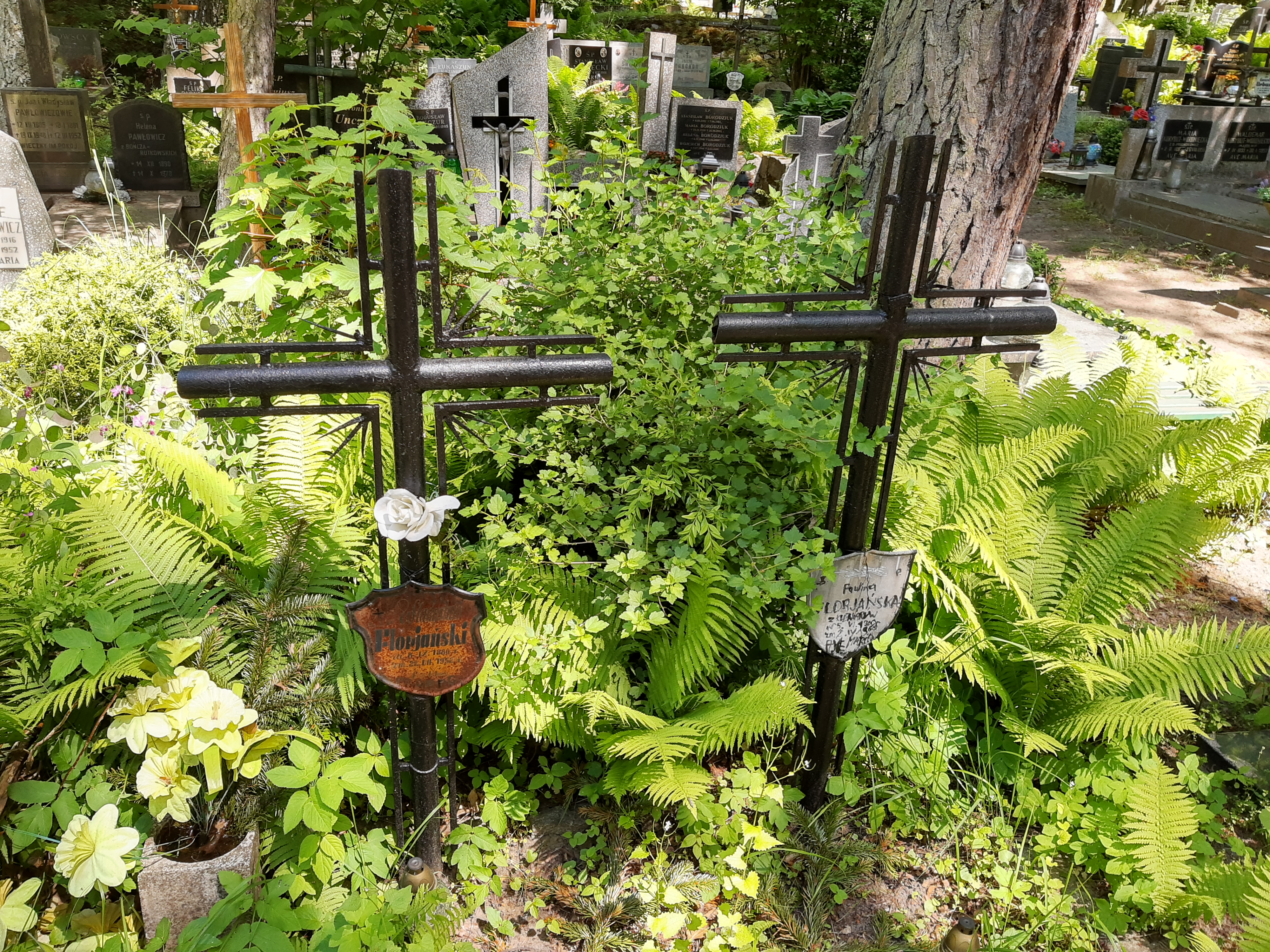
Grób prof. Władysława Floriańskiego na Cmentarzu Srebrzysko